# Wide-field Infrared Survey Explorer

Valse kleurenfoto met WISE metingen van het Rho Ophiuchus complex. Hierin zijn pas gevormde sterren roze, het gebied rond Sigma Scorpii rood, en stofwolken geel en groen. Op de foto staan verder de twee bolvormige sterrenhopen Messier 80 (rechtsboven) en NGC 6144 (onder, beide blauw), en voor- en achtergrond sterren (ook blauw).

De Wide-field Infrared Survey Explorer (WISE) is een infrarood ruimtetelescoop die in december 2009 werd gelanceerd door de NASA en tot taak heeft een catalogus van infrarood-bronnen aan te maken. Met behulp van WISE is de eerste type Y ster en aardgebonden trojanen waargenomen. Tevens werden enkele tienduizenden planetoïden ontdekt.

## Missies
De oorspronkelijke missie was 99% van de hemel in het infrarood in kaart te brengen door iedere sectie minstens 8 keer te fotograferen om zodoende de nauwkeurigheid te vergroten. De satelliet werd hiertoe in een zon-synchrone baan op 535 km hoogte gebracht. Deze baan is van belang omdat de Zon, als sterke bron van infrarood-straling de instrumenten zou verblinden. De Maan wordt om dezelfde reden vermeden. Iedere foto beslaat 47 boogminuten en heeft een resolutie van 6 boogseconden.
De ruimtetelescoop werd op 14 december 2009 gelanceerd vanaf Vandenberg Air Force Base met behulp van een Delta II-raket. De eerste opnamen dateren van 6 januari 2010. In oktober van hetzelfde jaar begon de satelliet op te warmen, maar bleef tot 17 februari 2011 in bedrijf, waarna de satelliet in "winterslaap" ging.

### NeoWISE
De satelliet werd in september 2013 opnieuw geactiveerd om behulpzaam te zijn bij het opsporen van aardscheerders (en:Near Earth Objects (NEO)). Dit resulteerde op 29 december in de ontdekking van 2013 YP139, een planetoïde van ongeveer 650 meter diameter een zeer donkere oppervlakte die de aarde tot op een afstand van ongeveer 300.000 kilometer kan naderen.
Op 27 maart 2020 werd met de satelliet een komeet ontdekt, C/2020 F3.

### AllWISE
De AllWISE missie is bedoeld om door middel van stacking van alle opnamen de gevoeligheid verder te vergroten. Hierbij werden niet alleen de opnamen van de oorspronkelijke missie gebruikt, maar ook die van de NeoWISE missie. Niet alleen levert dit een zeer omvangrijke catalogus van infrarood objecten op, maar tevens is de hoop dat zodoende zeer verre (en daarmee oude) sterrenstelsels kunnen worden waargenomen.

## Instrumenten
WISE bevat een 40 cm telescoop en vier infrarood-detectoren. De gevoeligheid is ongeveer 1000 keer die van zijn voorganger IRAS en ongeveer 500.000 keer die van de Cosmic Background Explorer (CoBE). De telescoop bevat tien gekromde en twee platte spiegels. De aluminium-spiegels hebben een dun, opgedampt goudlaagje om de infraroodstraling optimaal te reflecteren. Een van de spiegels is draaibaar, zodat de telescoop voor een opname van 11 seconden op een sector gericht kan blijven terwijl de satelliet rond de aarde draait.
Omdat warme materie zelf infrarode straling uitzendt, en daarmee de waarnemingen stoort, werd WISE gekoeld tot ongeveer 12K (-261 graden Celsius) door middel van waterstof in vaste toestand. De voorraad koelmiddel volstond voor ongeveer een half jaar.
| Band | Golflengte (μ) | Gevoeligheid (μJy) | Doel                                     |
| ---- | -------------- | ------------------ | ---------------------------------------- |
| 1    | 3,4            | 120                | Sterren en sterrenstelsels               |
| 2    | 4,6            | 160                | Substellaire objecten en bruine dwergen  |
| 3    | 12             | 650                | planetoïden                              |
| 4    | 22             | 2600               | Stofwolken waarin sterren worden gevormd |

## Ontdekkingen
Per januari 2023 had NEOWISE 34 kometen en 362 aardscheerders ontdekt. Van deze aardscheerders kunnen er 67 potentieel een gevaar opleveren voor de Aarde.